# József Balla
József Balla est un lutteur hongrois spécialiste de la lutte libre né le 27 juillet 1955 et mort le 18 mars 2003.

## Biographie
József Balla participe aux Jeux olympiques d'été de 1976 à Montréal et aux Jeux olympiques d'été de 1980 à Moscou dans la catégorie des poids super-lourds et remporte la médaille d'argent à chaque fois. Il remporte également une médaille d'argent lors des Championnats du monde de lutte en 1985.